# 違法性
違法性（德語：Rechtswidrigkeit）是大陸法系刑法的法律概念，指犯罪三階論的第二階層，用以判斷行為在當代社會中是否為整體法秩序所接受。
符合刑法各罪形式上的規範的行為稱作構成要件該當。惟構成要件僅僅是在判斷行為是否受特定刑事法條之規範。而法益是否受侵害，則尚需再透過違法性階層的檢驗。經此檢驗，才能宣告該行為是否為當代整體法律制度所接受，並將違反法秩序者稱作不法或不法行為。合法的行為，不論該行為之法源為刑法總則條款或其他任何非刑事法律，不論行為人之行為、所造成之結果、所具有之主觀意識是否符合一罪名所涉之刑法分則條款所規定之要件，皆不構成犯罪。
違法性的檢驗通常透過阻卻違法事由反面驗證，亦即未能阻卻違法之行為，始具備形式的違法性而言。常見的阻卻違法事由包括正当防卫、緊急避難或依法令之行為等等。

## 概說
違法性的判斷包括：可罰違法性的判斷及阻卻違法事由的判斷，分述如下：

### 可罰違法性
在利用阻卻違法事由避開違法的評價前，須先探討行為的可罰違法性，例如：撞到他人一根毛髮就構成傷害罪，這樣就太荒謬了，因此基於刑法的謙抑性，盡量不動用刑法，而稱這樣的行為不具有可罰違法性。
不具有狹義的可罰違法性的情況包括：
1. 絕對輕微型，也就是本身違法性微不足道的違法行為，例如：撞到他人一根毛髮。
2. 相對輕微型，也就是所侵害的法益與所保全的利益相減後，剩餘部分的違法性微不足道的行為，例如：公民不服從／社會運動，只是在本來就很動盪的社會中增添微不足道的動盪，卻保全了弱勢的權益。

### 阻卻違法事由
通過可罰違法性判斷後，行為如有符合阻卻違法事由的要件，則仍可以避開違法的評價，而不具有違法性。阻卻違法事由是採用負面表列的方式條列排除違法性評價的要件，例如：「依法令之行為，不罰。」相關條文規定在中華民國刑法的第21條至第24條。

## 阻卻違法事由的種類

### 正當行為
正當行為（不是正當防衛）包括： 依法令之行為（例如：親權）及業務上之正當行為（例如：醫師施術救人）。
業務上之正當行為，並非正當業務之行為，析言之，正當業務之行為可能是合法行為也可能是違法行為（例如：合法商家販賣黑心商品）。是故，重點並非正當業務，而是正當行為，例如：雖然密醫是違法的行業，但若其成功救人，則其施行密醫醫術之行為仍屬於業務上之正當行為。

### 緊急行為
緊急行為是在緊急狀況中藉由侵害他人權益，來保全自己或他人權益的行為，包括：正當防衛、緊急避難及自救行為。在這裡，作為保全目的的他人權益通常不包括國家、社會的權益。
註：國家社會法益請參閱前述可罰違法性理論或公民不服從。
正當防衛，例如：制伏強盜，是以自己正當的行為對抗對方不正當的行為，對方的行為必須是現在不法侵害，假如在搶劫的當下制伏強盜，是正當防衛，如果強盜已經逃離現場，數日後才又狹路相逢，此時制伏他就不是正當防衛。正當防衛的目的是為了保全自己或他人的權利（法律明文規定），而不是任何利益都可以利用正當防衛的理由來保全。此外，正當防衛的手段必須符合均衡性，如果防衛過剩，仍不免違法，例如：刺殺對方以阻止對方的毆打，就是防衛過剩。
緊急避難，保全的是自己的利益，侵害的是對方的利益，而使自己置身危險的則是第三方的人、事、物（並不是對方使自己置身危險）。由於緊急避難是以自己正當的行為侵害對方正當的權益，必須在不得已的「絕境」下才可以發動，否則即屬違法。
兩者經常被混淆，以表格比較說明如下：
| 類型     | 關係                  | 時機                  | 目的                                   | 手段              | 均衡                     |
| -------- | --------------------- | --------------------- | -------------------------------------- | ----------------- | ------------------------ |
| 正當防衛 | 自己正當vs.對方不正當 | 現在不法侵害 （嚴格） | 出於自己或他人的權利                   | 損害最小 （寬鬆） | 過剩時仍違法，得減免其刑 |
| 緊急避難 | 自己正當vs.對方正當   | － （寬鬆）           | 出於自己或他人的生命、身體、自由、財產 | 不得已 （嚴格）   | 過剩時仍違法，得減免其刑 |

緊急行為透過引入民事補償，可以補救防衛過剩或避難過剩的「過剩」，使行為仍不具有違法性。具體而言，例如：被人辱罵（對於現在不法侵害為了保全自己的權利）而打他耳光（防衛過剩），最好賠錢了事，否則雙方都入罪，得不償失。
自救行為